# Erlindis van Holland
Erlindis van Holland ( circa 953 - circa 1012 ) was een dochter van graaf Dirk II van Holland en abdis van de kloosters in Egmond en Bennebroek.

## Leven
Erlindis of Arlinde van Holland was een dochter van graaf Dirk II van Holland en Hildegard van Vlaanderen, dochter van graaf Arnulf I van Vlaanderen. Ze was een zuster van graaf Arnulf van Gent, die Dirk II als graaf van Holland opvolgde, en van Egbert van Trier, die sinds 977 aartsbisschop van Trier was. Haar vader liet in Egmond het houten klooster vervangen door een stenen gebouw en de nonnen van Egmond naar Bennebroek verplaatsen. Hij liet monniken uit de Sint-Pietersabdij te Gent, waar hij was opgevoed, naar het klooster van Egmond overplaatsen. Vermoedelijk waren deze maatregelen bedoeld ter bescherming tegen de invallen en strooptochten van de Friezen. Erlindis of Arlinde, die al abdis van Egmond was geweest, werd de eerste abdis van het nieuwe nonnenklooster in Bennebroek. Erlindis werd evenals haar ouders Dirk II en Hildegard van Vlaanderen in de abdij van Egmond begraven.

## Voorouders
| Voorouders van Erlindis van Holland (953-1012) | Voorouders van Erlindis van Holland (953-1012)                             | Voorouders van Erlindis van Holland (953-1012)                             | Voorouders van Erlindis van Holland (953-1012)                             | Voorouders van Erlindis van Holland (953-1012)                             | Voorouders van Erlindis van Holland (953-1012)                               | Voorouders van Erlindis van Holland (953-1012)                               | Voorouders van Erlindis van Holland (953-1012)                               | Voorouders van Erlindis van Holland (953-1012)                               |
| ---------------------------------------------- | -------------------------------------------------------------------------- | -------------------------------------------------------------------------- | -------------------------------------------------------------------------- | -------------------------------------------------------------------------- | ---------------------------------------------------------------------------- | ---------------------------------------------------------------------------- | ---------------------------------------------------------------------------- | ---------------------------------------------------------------------------- |
| Overgrootouders                                | Gerulf I (850 - 896) ∞ 928? ? (-)                                          | Gerulf I (850 - 896) ∞ 928? ? (-)                                          | Meginhard IV van Hamaland (898 - 955) ∞ 934 ? (-)                          | Meginhard IV van Hamaland (898 - 955) ∞ 934 ? (-)                          | Boudewijn II van Vlaanderen (865 - 918) ∞ Ælfthryth van Wessex (868 - 929)   | Boudewijn II van Vlaanderen (865 - 918) ∞ Ælfthryth van Wessex (868 - 929)   | Herbert II van Vermandois (884 - 943) ∞ Adelheid van Frankrijk               | Herbert II van Vermandois (884 - 943) ∞ Adelheid van Frankrijk               |
| Grootouders                                    | Dirk I van Holland bis (875 - 939) ∞ 928? Gerberga van Hamaland (912 -)    | Dirk I van Holland bis (875 - 939) ∞ 928? Gerberga van Hamaland (912 -)    | Dirk I van Holland bis (875 - 939) ∞ 928? Gerberga van Hamaland (912 -)    | Dirk I van Holland bis (875 - 939) ∞ 928? Gerberga van Hamaland (912 -)    | Arnulf I van Vlaanderen (889 - 965) ∞ 934 Aleidis van Vermandois (916 - 960) | Arnulf I van Vlaanderen (889 - 965) ∞ 934 Aleidis van Vermandois (916 - 960) | Arnulf I van Vlaanderen (889 - 965) ∞ 934 Aleidis van Vermandois (916 - 960) | Arnulf I van Vlaanderen (889 - 965) ∞ 934 Aleidis van Vermandois (916 - 960) |
| Ouders                                         | Dirk II van Holland (932 - 988) ∞ 948 Hildegard van Vlaanderen (936 - 990) | Dirk II van Holland (932 - 988) ∞ 948 Hildegard van Vlaanderen (936 - 990) | Dirk II van Holland (932 - 988) ∞ 948 Hildegard van Vlaanderen (936 - 990) | Dirk II van Holland (932 - 988) ∞ 948 Hildegard van Vlaanderen (936 - 990) | Dirk II van Holland (932 - 988) ∞ 948 Hildegard van Vlaanderen (936 - 990)   | Dirk II van Holland (932 - 988) ∞ 948 Hildegard van Vlaanderen (936 - 990)   | Dirk II van Holland (932 - 988) ∞ 948 Hildegard van Vlaanderen (936 - 990)   | Dirk II van Holland (932 - 988) ∞ 948 Hildegard van Vlaanderen (936 - 990)   |

## Bron
- (en)  Genealogie van de graven van Holland